# Inspection générale de l'agriculture
 (juillet 2012).
L’inspection générale de l'agriculture (IGA) est, en France, un service d'inspection relevant du ministère chargé de l'agriculture, qui assure une mission permanente d'inspection, d'audit, de contrôle, de conseil et d'évaluation. Les hauts fonctionnaires appartenant à ce corps de l'inspection générale de l'agriculture sont chargés, notamment dans les domaines administratif, juridique, comptable, financier et économique, du contrôle et de l'évaluation des services du ministère de l'agriculture, ainsi que des établissements publics et organismes relevant de sa tutelle. Ils effectuent également des vérifications sur les organismes soumis au contrôle du ministère de l'agriculture, au titre des aides ou des financements dont ceux-ci bénéficient.

## Histoire
L'inspection générale de l'agriculture a été créée en 1841. Elle a été réformée par le décret no 85-328 du 8 mars 1985 puis par le décret no 2001-1038 du 8 novembre 2001 toujours en vigueur. 
L'histoire de l'inspection générale de l'agriculture a été retracée dans un ouvrage publié par le Club Palès [Edgar Leblanc, Une inspection générale au cœur du ministère de l'Agriculture, 1841-2005, Club Palès, 2014, 380 p.] qui, avant de disparaître, regroupait des inspecteurs généraux.

## Organisation et prérogatives
Les inspecteurs généraux de l'agriculture exercent leurs fonctions au sein du conseil général de l'alimentation, de l'agriculture et des espaces ruraux, d'autres services du ministère chargé de l'agriculture ou en position de détachement dans d'autres organisations.
Faire obstacle au contrôle de l'inspection générale de l'agriculture peut être puni d'une amende de 15 000 €, et entraîne le reversement des subventions dont l'utilisation n'a pas été justifiée.

## Liste des inspecteurs généraux de l'agriculture (année de nomination)
- Jean-François Merle 1989
- Laurence Tubiana 2000
- Jean-Pierre Pouzoulet 2001
- Alain Berger 2002
- François Roussel 2002
- Christian Dubreuil 2002
- Jean-Marie Travers 2003
- Dominique Fabre 2003
- Mireille Riou-Canals 2004
- Didier Garnier 2004
- Patrick Dedinger 2006
- Hervé Lejeune 2006
- Françoise Thevenon Le Morvan 2006
- François Signoles 2006
- Jean-Laurent Cascarano 2006
- Gilbert Pernin 2006
- Claire Servant 2006
- Bernard Chevassus-au-Louis 2007
- Michel Dantin 2007
- Christophe Patier 2007
- Bernard Boyer 2007
- Olivier Martin de Lagarde 2007
- Dominique Brinbaum 2007
- Jean-Claude Bessemoulin 2008
- Jean-Pierre Bastie 2008
- Caroline Schechter 2009
- Bertrand Hervieu 2009
- Georges-Pierre Malpel 2009
- Denis Feignier 2009
- Danielle Gozard 2009
- Odile Bobenriether 2009
- Patrick Weber 2010
- Marc Duvauchelle 2010
- Luc Guyau 2011
- Anne-Marie Mitaut 2012
- Charles Gendron 2012
- Jean-Louis Buër 2012
- Robert Deville 2012
- Hélène de Comarmond 2013

## Liste d'anciens inspecteurs généraux de l'agriculture
- Henri Cochon de Lapparent
- Léon-Paul-Louis Vassilière
- Jean Dybowski
- Adrien Dariac
- Tallavignes
- Émile Cassez 1918
- Jean Lefèvre 1930
- Henri Mathonnet 1936
- Armand Gay
- E. Quittet
- Henri-Pierre Culaud
- Henry Delisle
- Yves Van Haëcke
- Daniel Basset 1990
- René Souchon 1990
- Denise Plamenevsky 1993
- Claire Sauvaget 1993
- Pierre Bracque 1993
- Bernard Vial 1993
- Claude Bernet 1994
- Claude Chereau 1994
- Vincent Duval 1995
- Jean-Jacques Bénetière 1995
- Pierre Cailly 1996
- Jacques Guibé 1996
- Jean-Pierre Grillon 1996
- Françoise Fournié 1996
- Pierre Moraillon 1996
- Jacques Blanchet 1996
- Jean de Chalon 1996
- Gérard Dusart 1996
- Christiane Le Bret 1996
- Michel Gervais 1996
- René Zakine 1997
- Guy Devaugerme 1998
- Sylviane Tetart 1998
- René Mabit 1999
- Michel Deschamps 1999
- Olivier Beth 1999
- Daniel Caron 2000
- Pierre Raccurt 2000
- Françoise Verliac 2000
- Laurent Mommay 2000
- Guy Geoffroy 2000
- Edgar Leblanc 2001
- Hervé Le Gall 2003
- Louis Lauga 2004
- Jean-François Chary 2004
- Jean-Jacques Renault 2004
- Jean Claude Michel 2004
- André Barbaroux 2005
- Roger Barralis 2006
- Annie Benarous 2006
- Jean Larcher de La Villosoye 2006
- Pierre Hivert 2006
- Alain Tournier 2007
- Anne-Marie Helleisen 2007
- Hélène Michau 2008
- Gilles Dargnies 2008